# Нью-Йорк Амеріканс
Нью-Йорк Амеріканс (англ. New York Americans, укр. Американці Нью-Йорка) — колишній професіональний чоловічий хокейний клуб, який виступав у Національній хокейній лізі протягом 17 сезонів з 1925 по 1942 роки. «Амеріканс» стали третьою командою НХЛ після розширення та другим представником Сполучених Штатів у НХЛ.

## Відомі гравці
- Джек Бітті
- Базз Болл
- Едді Вайзмен
- Джонні Ганьйон
- Мел Гілл
- Бенні Грант
- Ред Грін
- Чинг Джонсон
- Геп Еммс
- Пет Іген
- Гаррі Коннор
- Герольд Коттон
- Джо Кроль
- Чарлі Маквей
- Гаррі Олівер
- Нельс Стюарт
- Біллі Бойд
- Білл Бридж
- Арт Джексон